# Notre-Dame-d'Or
Notre-Dame-d'Or est une ancienne commune française située dans le département de la Vienne, en région Nouvelle-Aquitaine. Elle est associée à la commune de La Grimaudière depuis 1973.

## Géographie
En Haut-Poitou, dans le nord-ouest du département de la Vienne, Notre-Dame-d'Or forme la partie nord de la commune de La Grimaudière. Elle est arrosée par la Dive.

## Histoire

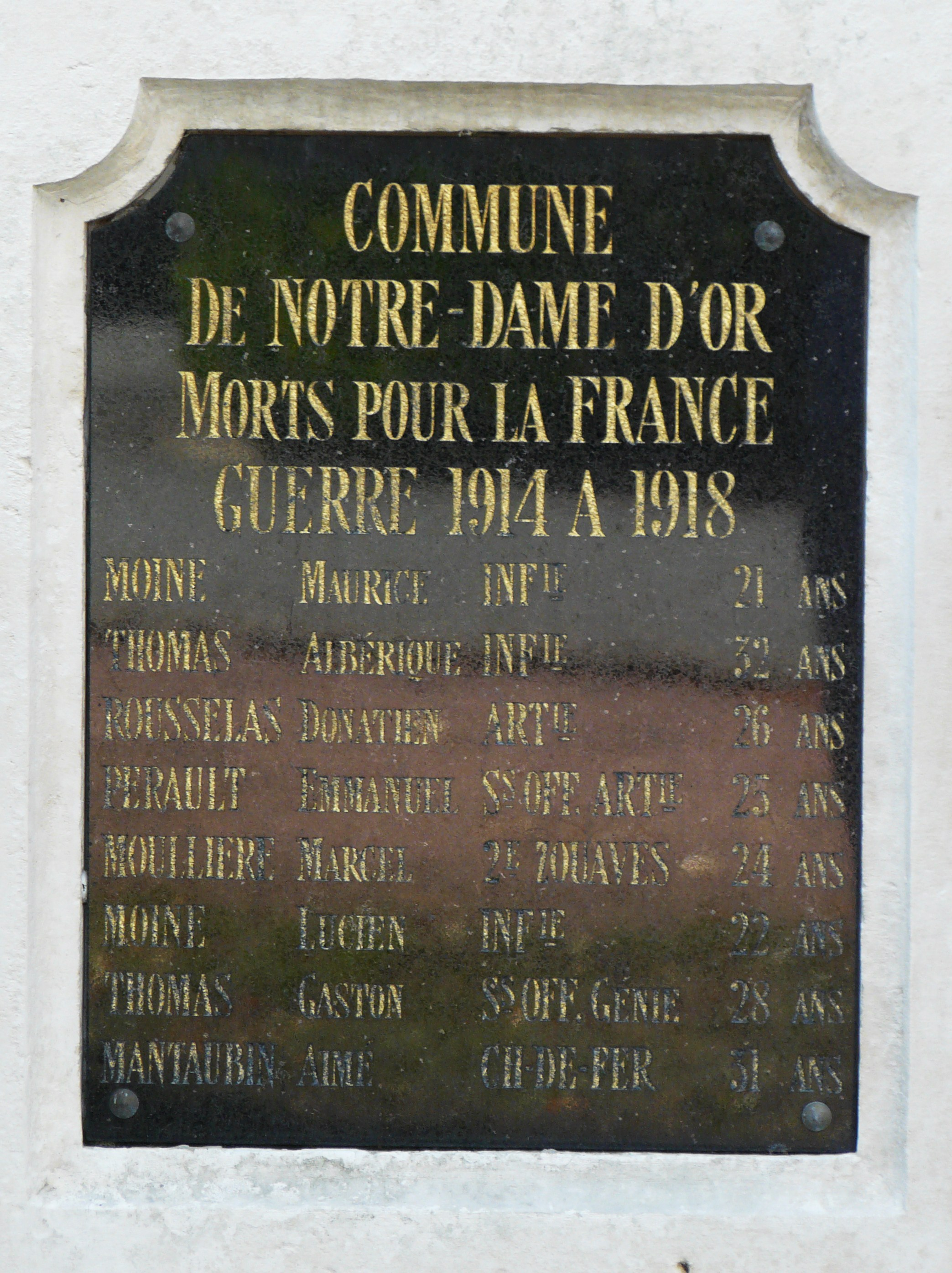
Liste des soldats morts pour la France lors de la Première Guerre mondiale.

Notre-Dame-d'Or est une commune créée à la Révolution.
À la suite d'un arrêté préfectoral du 29 juin 1972, elle entre en fusion-association avec celle de La Grimaudière le 1er janvier 1973, tout comme Verger-sur-Dive.

## Démographie
Au 1er janvier 2013, la commune associée de Notre-Dame-d'Or compte 95 habitants.
| 1793 | 1800 | 1806 | 1821 | 1831 | 1836 | 1841 | 1846 |
| ---- | ---- | ---- | ---- | ---- | ---- | ---- | ---- |
| 184  | 187  | 152  | 211  | 224  | 226  | 224  | 237  |

| 1851 | 1856 | 1861 | 1866 | 1872 | 1876 | 1881 | 1886 |
| ---- | ---- | ---- | ---- | ---- | ---- | ---- | ---- |
| 226  | 219  | 233  | 259  | 229  | 230  | 201  | 192  |

| 1891 | 1896 | 1901 | 1906 | 1911 | 1921 | 1926 | 1931 |
| ---- | ---- | ---- | ---- | ---- | ---- | ---- | ---- |
| 172  | 177  | 175  | 172  | 169  | 144  | 141  | 148  |

| 1936 | 1946 | 1954 | 1962 | 1968 | - | - | - |
| ---- | ---- | ---- | ---- | ---- | - | - | - |
| 148  | 134  | 129  | 129  | 109  | - | - | - |

## Culture locale et patrimoine

### Lieux et monuments
- Église Notre-Dame-d'Or des XIIe et XIVe siècles, dont les deux travées du chœur et les deux pilastres avec colonnes engagées sur dosserets à chapiteaux placés entre le chœur et la nef sont classés au titre des monuments historiques depuis 1942[4].
- Croix des missions de 1948 et 1956, à côté de l'église.

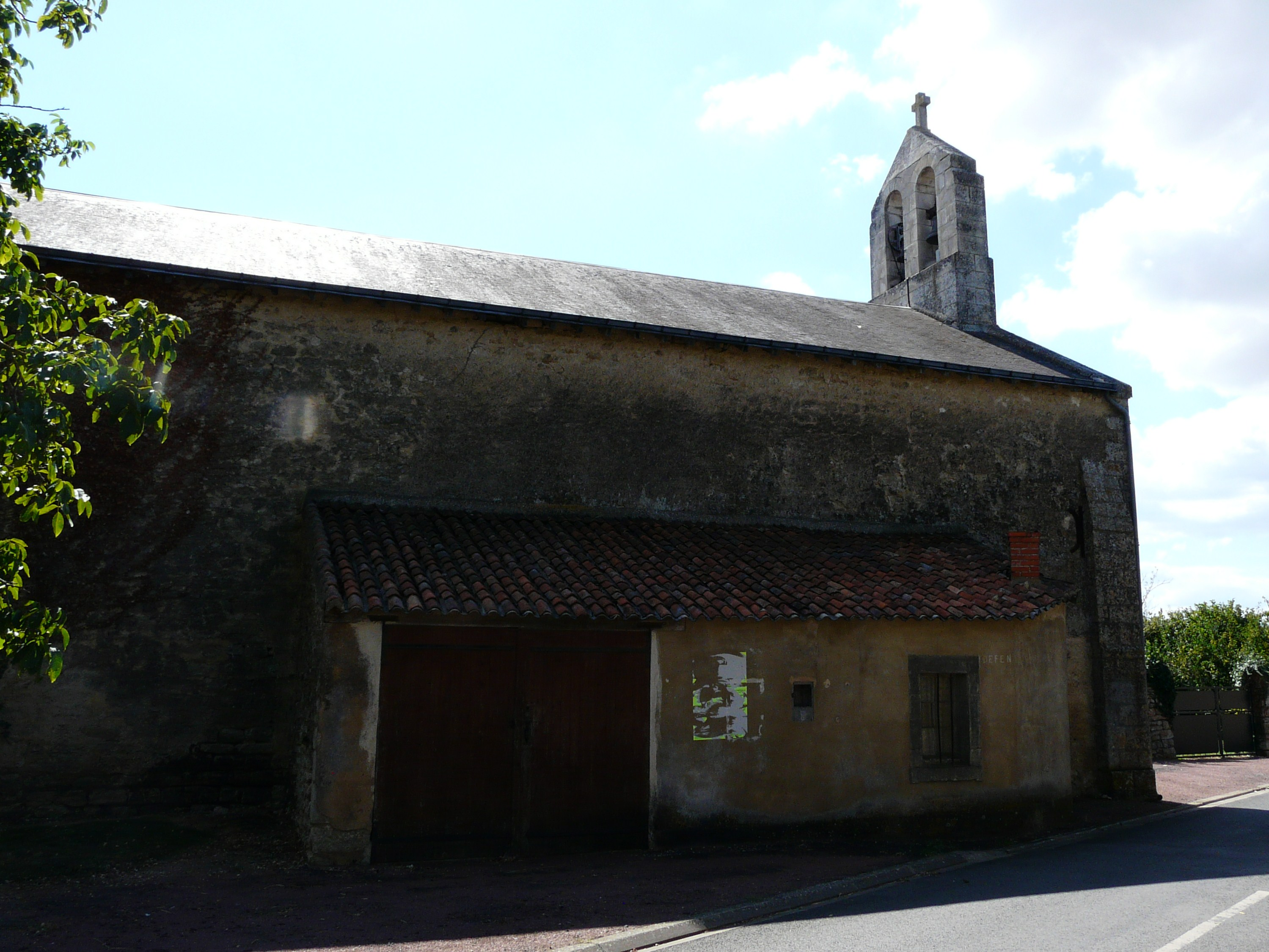
L'église.
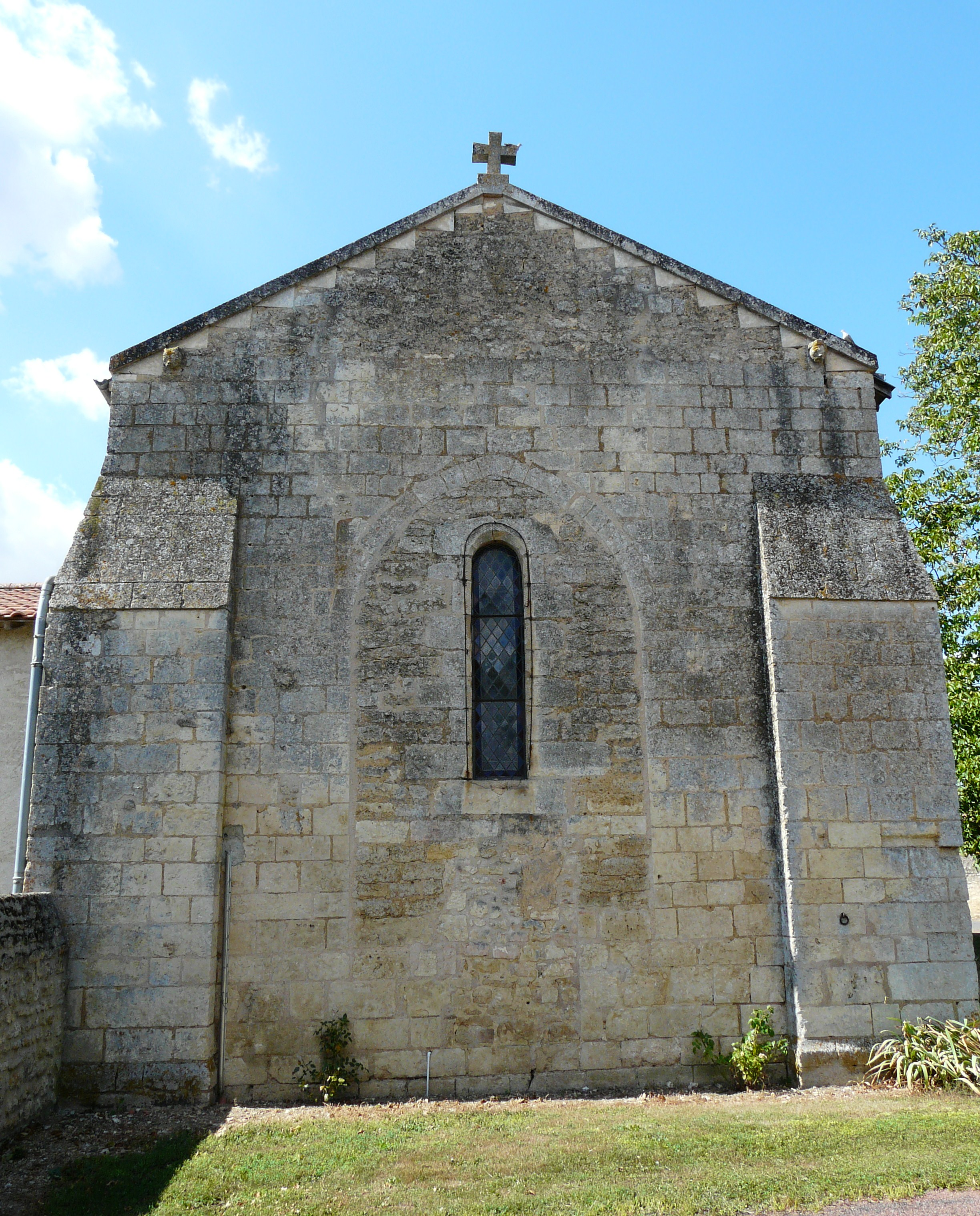
Son chevet.
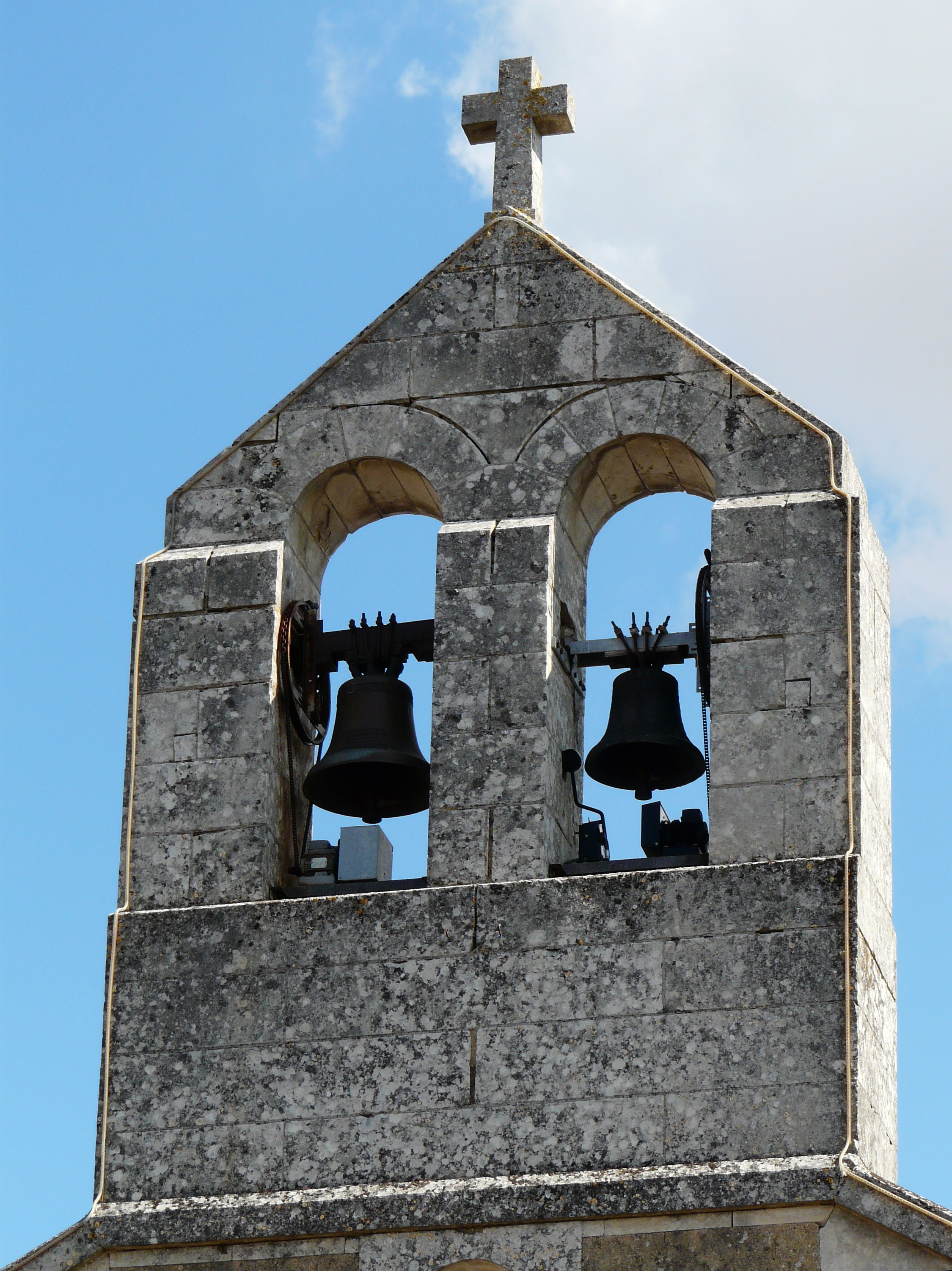
Son clocher-mur.
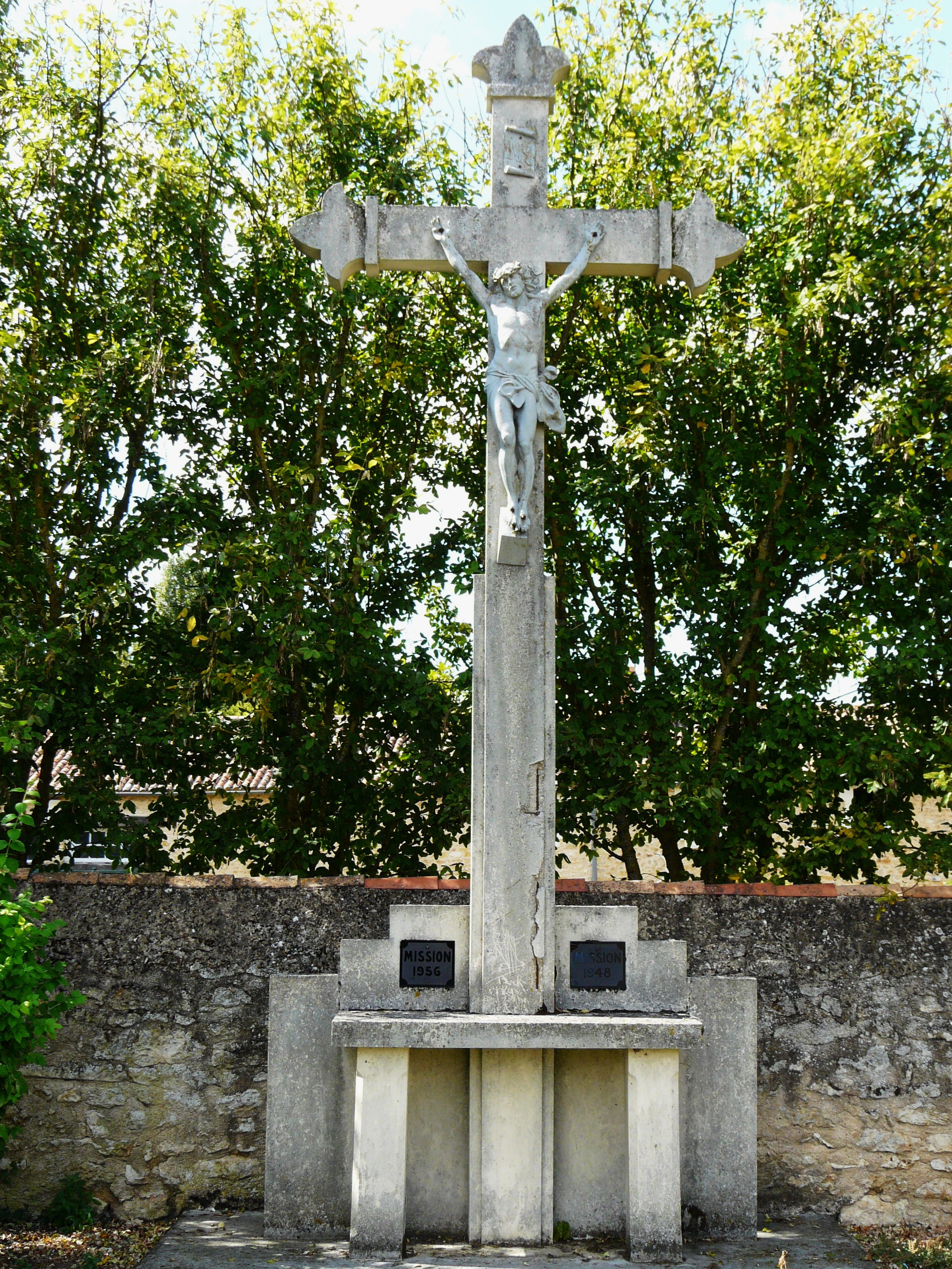
La croix des missions.
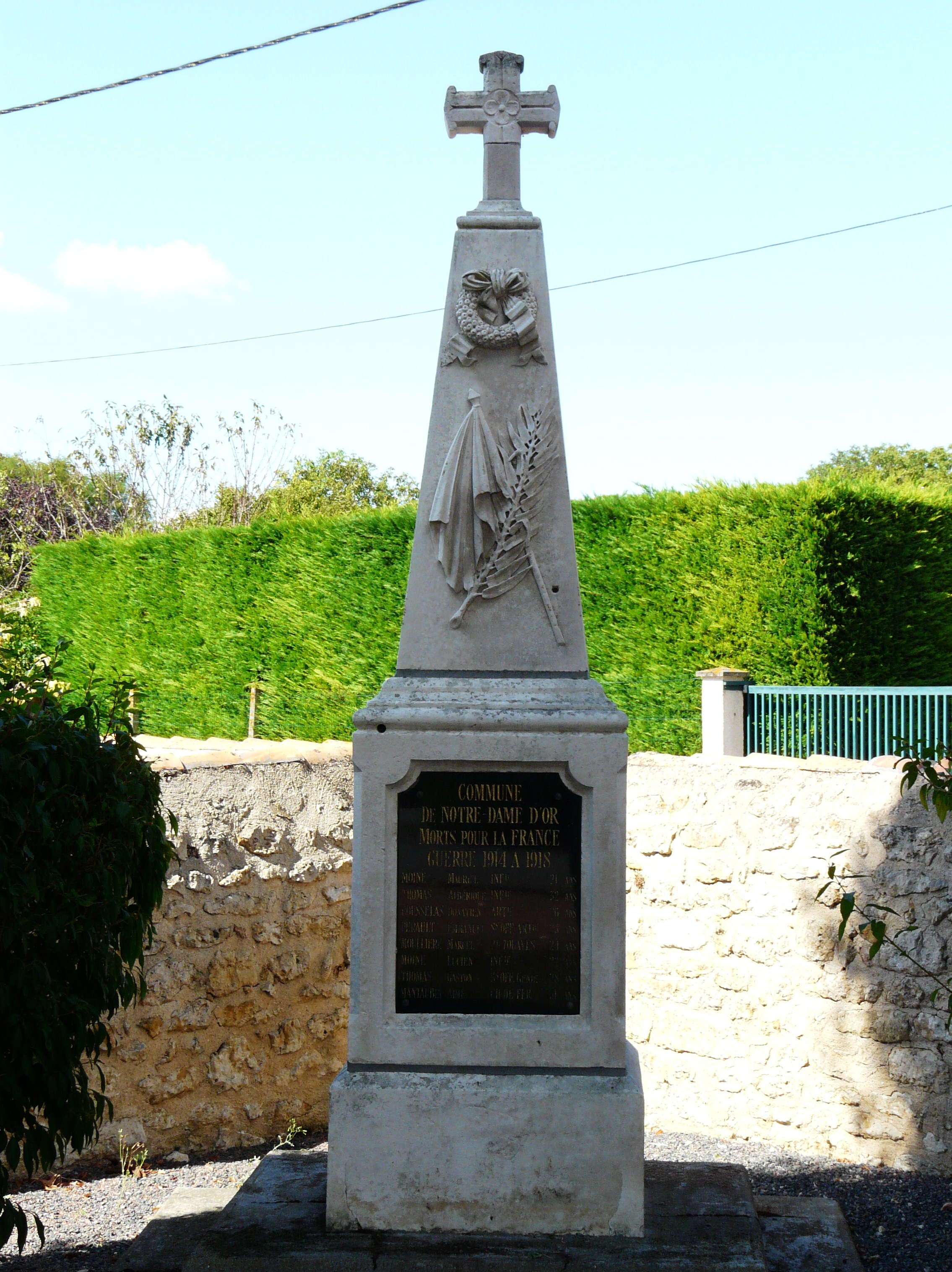
Le monument aux morts.